# Aleksandrejon

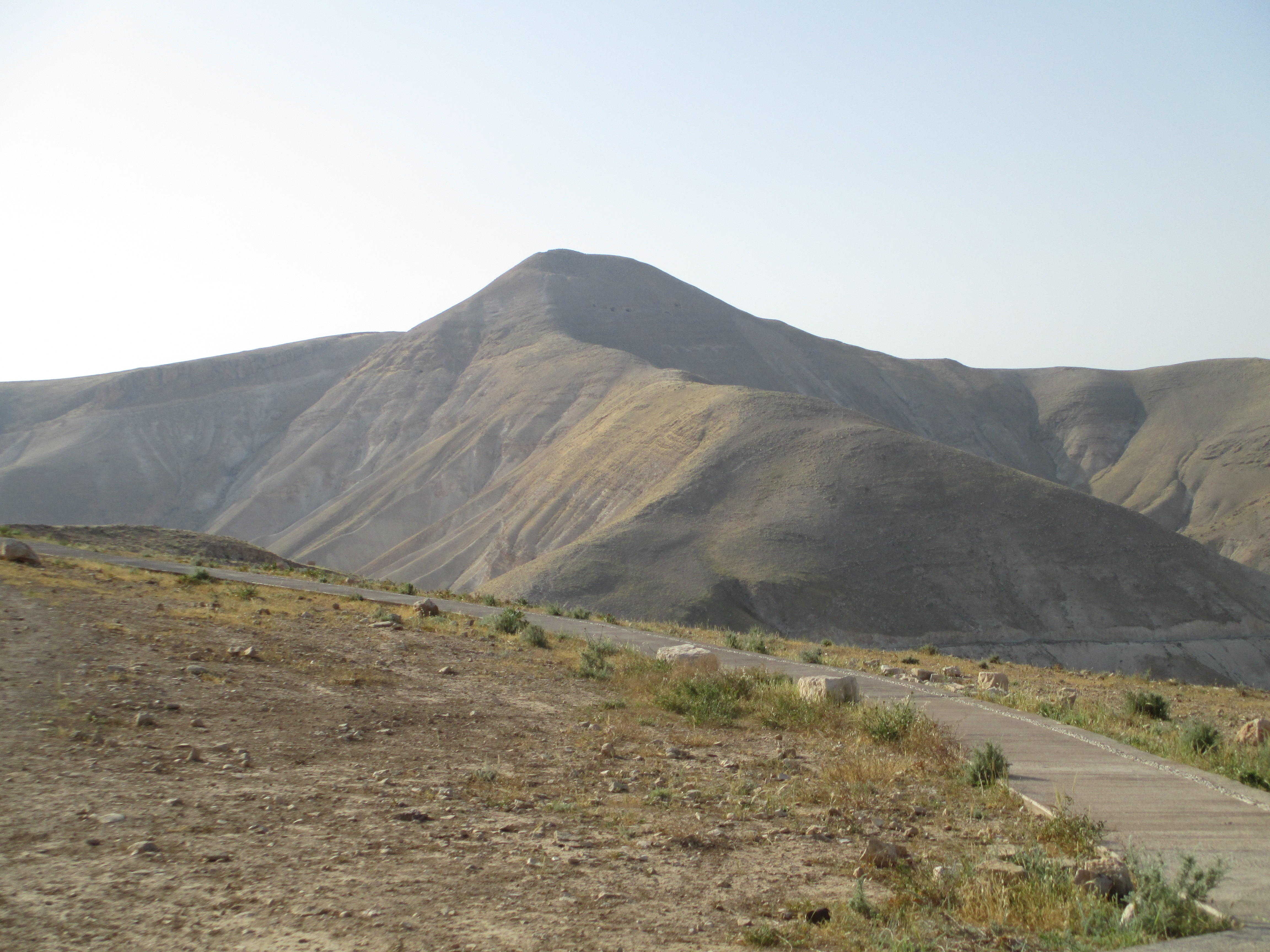
Sartaba (Aleksandrejon)

Aleksandrejon – jedna z fortec Heroda Wielkiego usytuowana nad Jordanem, między Judeą a Samarią, 5 km na zachód od ujścia rzeki Jabbok.
Wznosząca się na wysokości ponad 600 m ponad Doliną Jordanu twierdza została wzniesiona przez Aleksandra Janneusza. Zdobyli ją i zniszczyli Rzymianie w 63 p.n.e. Twierdzę odbudował najmłodszy brat Heroda Wielkiego Feroras. W 30 p.n.e. na Aleksandrejonie przebywały żona Heroda Mariamme wraz ze swą matką Aleksandrą. Miały zostać zabite, w wypadku niepowodzenia Heroda w rozmowie z Oktawianem Augustem. Miało to zapobiec odrodzeniu się dynastii hasmonejskiej w Palestynie. Na wzgórzu, na którym wzniesiono fortecę, pochowani zostali: Mariamme, jej matka Aleksandra oraz dwaj synowie Heroda - Aleksander i Arystobul.
Palestynolodzy upatrują obecnie pozostałości twierdzy w lokalizacji noszącej nazwę Karn Sartabe na północ od Jerycha. Bibliści widzą w niej również ruiny biblijnego Sartan.